# Stylogaster amazonasi
Stylogaster amazonasi är en tvåvingeart som beskrevs av Camras 1963. Stylogaster amazonasi ingår i släktet Stylogaster och familjen stekelflugor. Inga underarter finns listade i Catalogue of Life.